# Antidesma brevipes
Antidesma brevipes là một loài thực vật có hoa trong họ Diệp hạ châu. Loài này được Petra Hoffm. mô tả khoa học đầu tiên năm 1999.